# Fawfieldhead
Fawfieldhead est une paroisse civile du Staffordshire, en Angleterre.